# Hypocaccus densus
Hypocaccus densus är en skalbaggsart som först beskrevs av Thomas Casey 1924.  Hypocaccus densus ingår i släktet Hypocaccus och familjen stumpbaggar. Inga underarter finns listade i Catalogue of Life.